# Carthage l'Ancien
Saint Carthage l'Ancien ou Carthag l'Ancien est un abbé et un évêque irlandais du VIe siècle.

## Éléments biographiques
Il succéda à saint Kieran de Saighir à l'évêché d’Ossory (en) sans doute à partir de 530.
De famille royale, Carthage était issu des Eóganachta, et fils, ou, plus probablement, petit-fils d'Óengus mac Nad Froích que saint Patrick baptisa.
À la suite d'une intrigue avec une nonne, il fut envoyé par saint Kieran en pèlerinage pénitentiel. Il passa sept ans à l'étranger, visitant les lieux saints en Gaule franque et à Rome. Après avoir accompli son périple, il réintégra le monastère de Saighir (en).
Dans la continuité, Carthage enseigna et fonda quelques églises et monastères dont un près du Lough Sheelin dans le comté de Meath, et un autre dans le royaume de Tyrconnell (comté de Donegal).
Dans le Comté de Kerry, non loin de la montagne Mangerton, il forma son élève et homonyme saint Carthage, dit le Jeune. Les écrits de celui-ci rapportent qu'il avait l'habitude de parcourir son diocèse en chantant les psaumes, en alternance avec les prêtres qui l'accompagnaient.
La date de sa mort n'est pas connue, elle est habituellement admise entre 540 et 580.
Il est fêté le 5 mars.